# Москов (Пенсільванія)
Москов (англ. Moscow) — місто (англ. borough) в США, в окрузі Лекаванна штату Пенсільванія. Населення — 2039 осіб (2020).

## Географія
Москов розташований за координатами 41°20′27″ пн. ш. 75°31′57″ зх. д. / 41.34083° пн. ш. 75.53250° зх. д. (41.340785, -75.532408).  За даними Бюро перепису населення США в 2010 році місто мало площу 7,39 км², з яких 7,38 км² — суходіл та 0,01 км² — водойми.

## Демографія
Згідно з переписом 2010 року, у селищі мешкало 2026 осіб у 751 домогосподарстві у складі 569 родин. Густота населення становила 274 особи/км².  Було 789 помешкань (107/км²).
Расовий склад населення:
| - 97,9 % — білих - 0,9 % — азіатів - 0,3 % — чорних або афроамериканців |

До двох чи більше рас належало 0,8 %. Частка іспаномовних становила 1,7 % від усіх жителів.
За віковим діапазоном населення розподілялося таким чином: 25,0 % — особи молодші 18 років, 60,7 % — особи у віці 18—64 років, 14,3 % — особи у віці 65 років та старші. Медіана віку мешканця становила 41,9 року. На 100 осіб жіночої статі у селищі припадало 101,0 чоловіків;  на 100 жінок у віці від 18 років та старших — 95,7 чоловіків також старших 18 років.
Середній дохід на одне домашнє господарство  становив 102 285 доларів США (медіана — 81 500), а середній дохід на одну сім'ю — 117 642 долари (медіана — 102 500). Медіана доходів становила 66 000 доларів для чоловіків та 44 348 доларів для жінок. За межею бідності перебувало 7,3 % осіб, у тому числі 10,7 % дітей у віці до 18 років та 10,8 % осіб у віці 65 років та старших.
Цивільне працевлаштоване населення становило 1208 осіб. Основні галузі зайнятості: освіта, охорона здоров'я та соціальна допомога — 34,0 %, науковці, спеціалісти, менеджери — 8,9 %, виробництво — 8,9 %.